# Gladys Mbabazi
Gladys Mbabazi, née le 1er mai 1996, est une joueuse ougandaise de badminton.

## Carrière
Gladys Mbabazi remporte aux Jeux africains de 2019 à Casablanca la médaille de bronze en double dames avec Aisha Nakiyemba. Elle est médaillée de bronze en double dames  avec Husina Kobugabe aux Championnats d'Afrique de badminton 2020 au Caire. Elle est médaillée de bronze au Championnat d'Afrique de badminton par équipes mixtes 2021 ainsi qu'en doubles dames avec Husina Kobugabe aux Championnats d'Afrique de badminton 2021. Elle est médaillée de bronze en double dames avec Husina Kobugabe aux Championnats d'Afrique de badminton 2023 à Johannesbourg. Elle est médaillée d'argent en double dames avec Husina Kobugabe aux Championnats d'Afrique de badminton 2024 au Caire ainsi que médaillée d'argent aux Championnats d'Afrique de badminton par équipes 2024.
Elle remporte aux Jeux africains de 2023 à Accra la médaille d'or en double dames avec Husina Kobugabe.